# Edmund Reitter
Edmund Reitter, född den 22 oktober 1845, död den 15 mars 1920, var en österrikisk entomolog.
Reitter var framför allt känd som expert på skalbaggar i den palearktiska regionen. Han var kejserlig rådgivare och redaktör för Wiener Entomologischen Zeitung. Dessutom var han ledamot och hedersledamot av Deutsche Gesellschaft für Allgemeine und Angewandte Entomologie i Berlin, Vereins für Schlesische Insektenkunde i Breslau, Museum Francisco-Carolinum i Linz, Vereins für Naturkunde i Österrike, Société entomologique de Russie i Sankt Petersburg, Société royale entomologique d'egypte och Nederlandse Entomologische Vereniging i Rotterdam.
Som korresponderande ledamot arbetade han med Naturwissenschaftlichen Verein i Troppau, Societas pro Fauna et Flora Fennica i Helsingfors und Real Sociedad Espanola de Historia Natural i Madrid.
Hans skalbaggssamling finns i Naturhistoriska museet i Budapest. Den innehåller mer än 30 000 arter och 5 000 typer, underarter och varieteter.